# サボイ・シープドッグ
サボイ・シープドッグ（英: Savoy Sheepdog）とは、フランス原産の珍しい牧羊犬種である。別名はベルジェ・ド・サボイ（英：Berge de Savoy）、サボイ・シェパード・ドッグ（英: Savoy Shephrd Dog）。犬種名の「サボイ」はSavoieと綴られることもある。また、サヴォイ・シープドッグと表記されることもある。

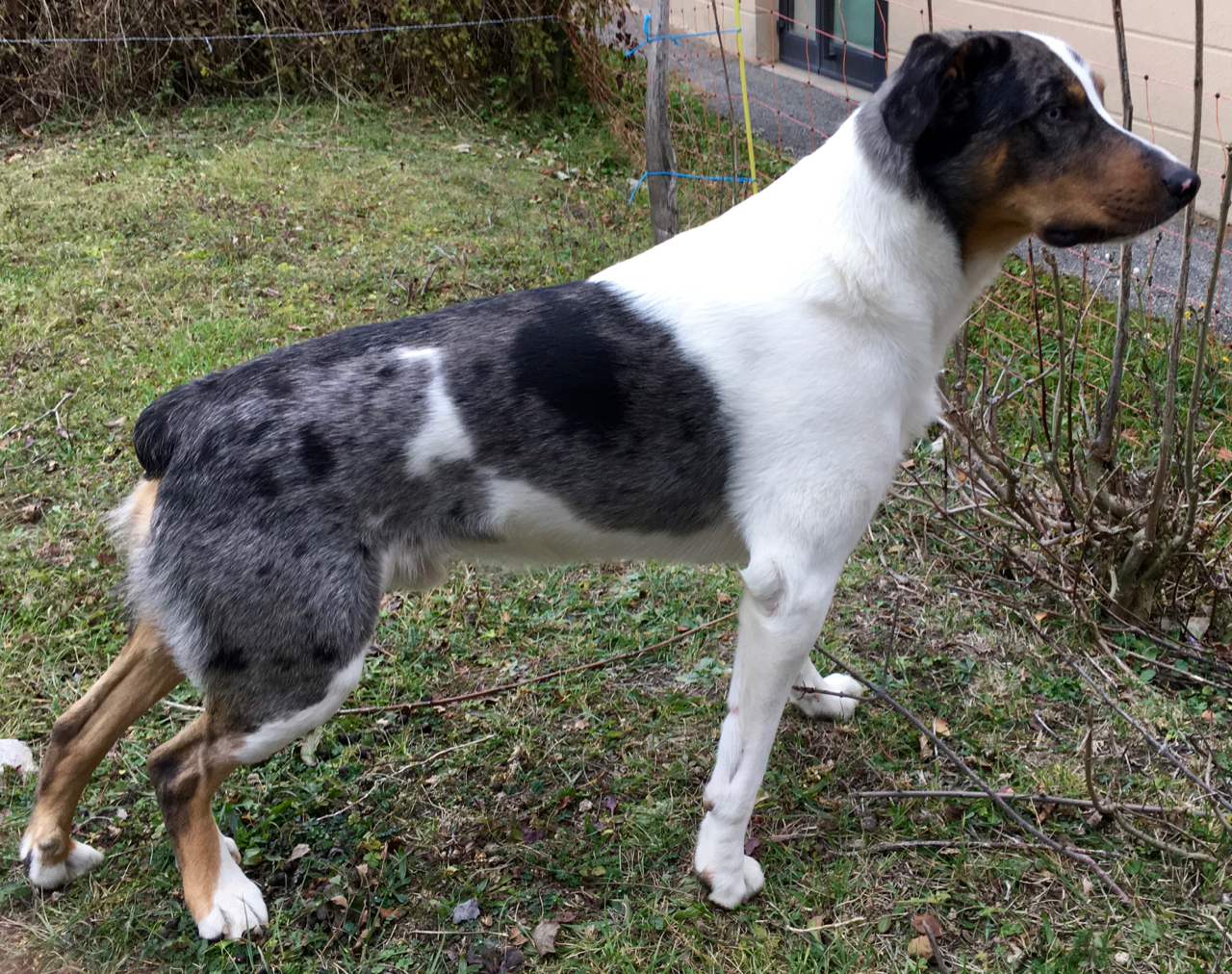
サボイ・シープドッグ

## 歴史
古い歴史を持つ希少種で、アルプス山脈のサボイ地域でのみ飼育されている地域限定の犬種である。生い立ちについては資料がほとんど残されておらず、よくわかっていない。主に牧羊犬として使われていて、羊を移動させる使役を担っている。時には牧牛犬として牛の誘導を行うこともある。生粋の作業犬で、ペットとして飼育されているものは稀である。サボイ地域以外では国内はおろかフランス国外の他地域でさえ飼育されていない。作業犬としての犬質を維持するため、ショードッグへの転身を好まずFCIへの登録申請も行っていない。本種の知名度は非常に低く、頭数も少ないため絶滅が心配されている。

## 特徴
筋肉質の引き締まったボディで、脚は長くマズルの長さは中くらいである。半垂れ耳、サーベル形の垂れ尾でコートは厚いショートコート。首周りのコート（鬣またはネックラフと呼ばれている毛の部分）は特に厚い。このコートは短いながら防寒性に優れていて、雨や雪が降っていても作業を継続するのにとても役立つ。毛色はグレーの単色か、それを地としてブルーもしくはブラックの斑が入ったものなど。体高46 - 54 cm、体重21 - 25 kgの中型犬で、性格は忠実で仕事熱心である。運動量が非常に多く、狭いスペースでの飼育は不可能である。かかりやすい病気は重労働による胃潰瘍や関節疾患などがある。